# Roșu și negru (roman)
Roșu și negru (în franceză Le rouge et le Noir, subtitlu: „Cronica anului 1830”) este un roman psihologic, în două volume, scris de Stendhal și publicat în 1830. Acțiunea se desfășoară în perioada septembrie 1826 - iulie 1831 și relatează încercările unui tânăr de a-și depăși condiția socială de țăran printr-o combinație de talent, muncă, înșelătorie și ipocrizie, doar pentru a se găsi trădat de propria pasiune. Roșu și negru intră în categoria denumită Bildungsroman („roman de formare”).
Într-un eseu publicat în 1954 Maugham l-a considerat unul dintre cele mai bune zece romane din lume.

## Scrierea și apariția romanului
Primele fragmente din „Roșu și Negru” apar în „Gazette Littéraire” din Paris, în 1830, cu mențiunea „Chronique de 1830”. Publicarea în întregime a romanului  are loc în 1831, la Paris, cu subtitlul „Chronique du XIX-e siécle”. A doua ediție este tipărită în același an, în șase volume, iar în 1832, ediția a treia , în trei volume, la Bruxelles. Ediția franceză de referință este cea a Editurii „Gallimard”.
În limba română, romanul a apărut în 1970, la Editura „Eminescu” din București, în traducerea lui Gellu Naum.

## Tema
Romanul este „o cronică a anului 1830”, o frescă istorică și socială a anului 1830, un roman psihologic si istoric (în acel an a avut loc Revoluția din iulie care a instaurat monarhia constituțională). Stendhal explorează ipocrizia societății, iubirea interzisă, lupta dintre pasiune și rațiune și dilemele morale ale personajelor. Romanul oferă o oglindă critică asupra naturii umane și a relațiilor sociale.

## Rezumat
Verrieres este un mic oraș franțuzesc situat în munți. Primarul acestuia, înstăritul domn de Renal, locuiește împreună cu soția sa și cei trei copii ai săi într-o minunată casă împrejmuită de grădini. Dorind să iasă în evidență și să fie mai presus de concurentul său, Valenod, domnul de Renal se hotărăște să angajeze un preceptor pentru copii. Îl alege pe Julien, fiul unui țăran. „E un tânăr teolog, sau așa ceva, bun latinist, și copiii au să facă progrese cu el; are o fire energică, așa spune preotul”. Julien, un băiat de nouăsprezece ani, admirator al lui Napoleon Bonaparte, este pe placul stăpânei lui. „În salon, oricât de umilă i-ar fi fost ținuta, ea îi găsea o mare superioritate intelectuală față de toți ce veneau în casă”. La început îi este greu în noua locuință, se acomodează cu dificultate, nu-i iubește pe copii, este invidiat de servitori și simte o profundă repulsie față de cei bogați. Când află că Elisa, camerista, este îndrăgostită de el, respinge imediat ideea căsătoriei. „El îi mărturisi preotului, cu multă șovăială în glas, că din pricini pe care nu le putea spune, ca să nu dăuneze altcuiva, respinsese de la început căsătoria plănuită.
Doamna de Renal este cuprinsă de fericire la aflarea veștii”. Ea ceru să-i repete de mai multe ori că Julien refuzase de-a binelea și că refuzul lui nu-i îngăduia să revină la o hotărâre mai înțeleaptă. Totuși, fericirea asta o determină să stea pe gânduri. „«Nu cumva sunt îndrăgostită de Julien?» se întrebă ea în sfârșit”.
Venind primăvara, familia de Renal se mută la reședința de vară din Vergy. Încetul cu încetul între Julien și doamna de Renal se înfiripă o aventură. Singura care își dă seama de ceva este doamna de Derville, o prietenă de-a casei. Pentru doamna de Renal, sentimentele de iubire sunt ceva cu totul nou. „Să fiu oare îndrăgostită? Eu, femeie măritată, să fiu îndrăgostită? Dar pentru soțul meu n-am simțit niciodată nebunia asta întunecată care mă face să nu-mi pot dezlipi gândul de la Julien”. Totuși, după scurt timp începe să o chinuie ideea păcatului. „Când se temea că nu-i iubită, când o tortura ideea înfiorătoare a păcatului, ca și cum a doua zi avea să fie legată de stâlpul infamiei, în piața publică din Verrieres, cu o tabliță explicând lumii adulterul săvârșit”.
Julien își luă un concediu de trei zile pentru a-l vizita pe prietenul său Foque. Acesta îi propune să facă negoț împreună, Julien însă refuză oferta. Întors la Vergy, își continuă periculoasa escapadă cu stăpâna casei. Într-una din nopți se furișează la iubita sa în cameră. Aceasta se simte vinovată de ceea ce face și totuși nu se poate opri. „Și, chiar când nu mai avu ce să-i refuze, ea îl împingea departe de ea, cu sinceră indignare, și apoi i se arunca în brațe”. Când în toamnă trecu regele prin Verriers, ea reușește să-l numească pe Julien în garda de onoare, dăruindu-i un costum nou. Concetățenii sunt indignați de această faptă. „Cum, pentru că lucrătorul ăsta mărunt, deghizat în popă, era perceptorul țâncilor lui, primarul avea îndrăzneala să-l numească în garda de onoare, spre paguba domnilor cutare și cutare, fabricanți cu dare de mână?”. În aceeași zi, tânărul îl cunoaște pe episcopul de Agde, un bărbat cu doar șapte sau opt ani mai în vârstă ca el.
Elisa observând că se petrece ceva între stăpâna casei și Julien, se duce la domnul de Valenod și-i destăinuie totul. Acesta nu așteaptă mult și trimite o scrisoare anonimă domnului de Renal, în care povestește la rândul lui cele aflate. Cei doi amanți, bănuind primejdia, uneltesc un plan pentru a ieși din impas, plan care le reușește. Julien este nevoit să plece pentru un timp la Verrieres, unde își petrece timpul printre plictisitorii bogătași ai orașului. „Ce adunătură! își spuse Julien, chiar dacă mi-ar da jumătate din tot ce fură, tot n-aș vrea să trăiesc laolaltă cu ei. Într-o bună zi m-aș da de gol; n-aș fi în stare să-mi stăpânesc disprețul pe care mi-l inspiră”. Între timp doamna de Renal reuși să-l convingă cu desăvârșire pe soțul ei că este nevinovată în toată întâmplarea. Planul însă trebuie dus la sfârșit. „Dar nu mai era femeia nepricepută și sfioasă de acum un an; patima ei față și remușcările îi luminaseră mintea”. Așadar, hotărăște să se despartă de Julien pentru o vreme, trimițându-l la un seminar la Besancon. Scrisoarea de recomandare i-o face părintele Chelan, prietenul tânărului și om de seamă în ochii părintelui Pirard, directorul seminarului. Julien nu-și face prieteni în răstimpul șederii lui acolo, este însă luat sub ocrotirea părintelui Pirard, care cu timpul îl îndrăgește. Scrisorile doamnei de Renal nu le primește, acestea fiind arse. „«Să mă fi uitat oare toată lumea?», se gândea el, neștiind că părintele Pirard primise și zvârlise în foc câteva scrisori trimise din Dijon [...]”. Colegii lui îl poreclesc „Martin Luther”, „mai ales, ziceau ei, din pricina logicii aceleia drăcești care îl face să fie atât de înfumurat”. Deși se străduiește, Julien nu reușește să se facă iubit. Spre norocul lui, după ce îl destituie din funcție, părintele Pirard îl recomandă marchizului de La Mole. Marchizul este încântat de ideea de a-l lua pe tânăr ca secretar, lucru pe care îl și face numaidecât. Înainte de plecarea spre reședința de La Mole din Paris, Julien trece pe la iubita sa pentru a o vedea ultima oară înainte de lunga despărțire. Face acest lucru pe furiș, noaptea, plecând dimineața ca un fugar, cu domnul de Renal pe urmele lui.

## Adaptări
Romanul „Roșu și negru” a fost ecranizat prima dată în anul 1954. „Roșu și negru” este un film franco-italian regizat de Claude Autant-Lara, cu Gérard Philipe, Julien Sorel, Danielle Darrieux. În 1993 a fost ecranizat în regia lui Ben Bolt, cu Rachel Weisziar și Ewan McGregor în rolurile principale. În 1997, cunoaște ecranizarea în regia lui Jean-Daniel Verhaeghe. Din distribuție fac parte actorii Carole Bouquet, Kim Rossi Stuart, Judith Godreche.